# تردد شديد الانخفاض

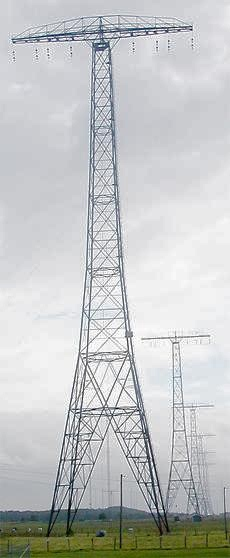

التردد شديد الانخفاض (بالإنجليزية: Very low frequency)‏ اختصاراً VLF، وفق الاتحاد الدولي للاتصالات هو تردد لموجات الراديو يتراوح بين 3 إلى 30 ألف هرتز، وذلك يوافق طول موجة من 100 إلى 10 كيلومتر، على الترتيب.
لهذه الموجة عرض نطاق محدود، ولذلك لا تستخدم لنقل الإشارات الصوتية، إنما فقط لنقل الإشارات المشفرة.